# Teodato Hunguana

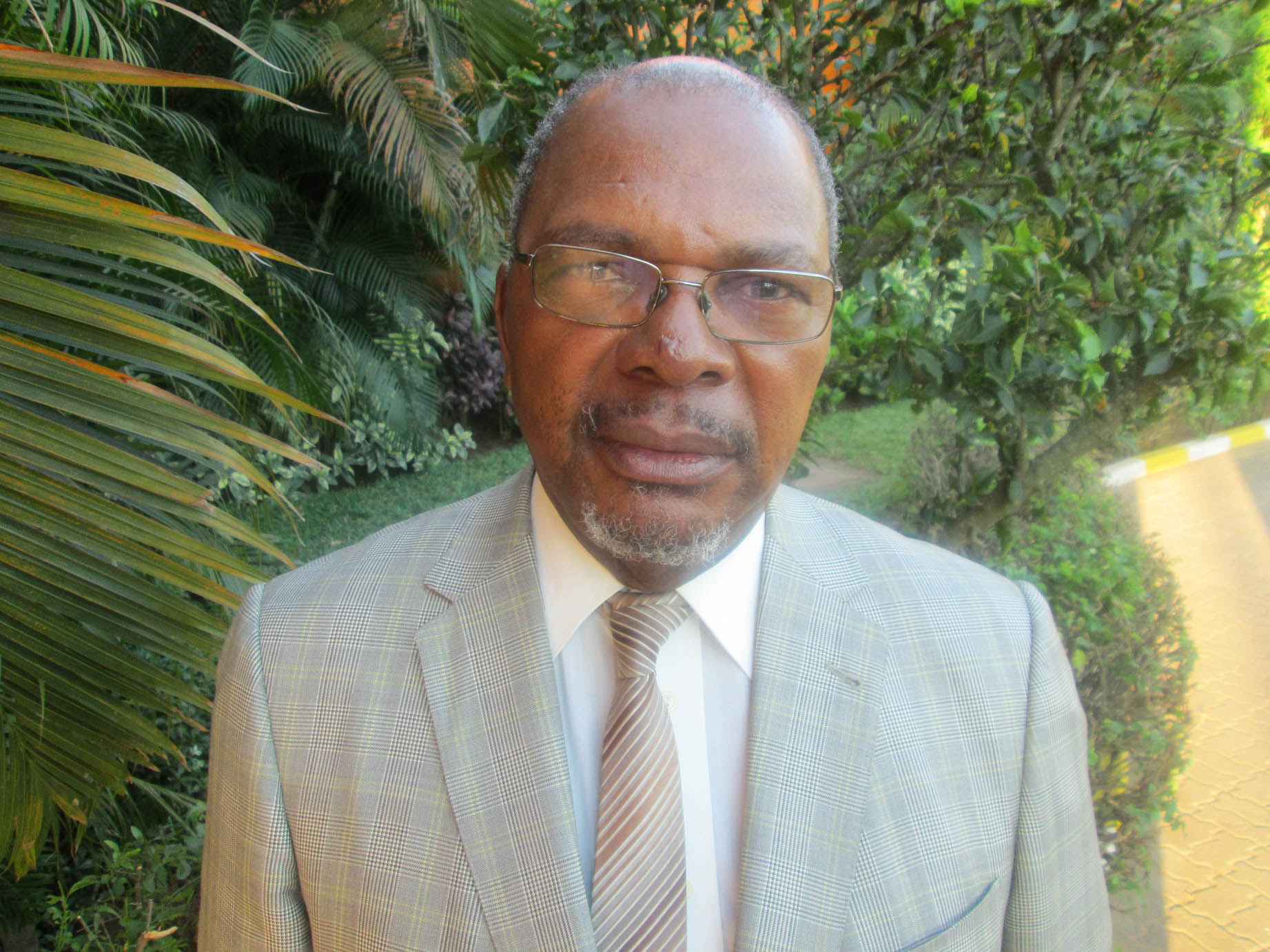
Teodato Hunguana (2012)

Teodato Mondim da Silva Hunguana (* 1946 in Lourenço Marques, Portugiesisch-Ostafrika) ist ein mosambikanischer Politiker und Jurist. Hunguana übte verschiedene Ämter und Funktionen im mosambikanischen Staat aus, unter anderem leitete er verschiedene Ministerien (zwischen 1978 und 1994) und war von 2003 bis 2009 Richter im neu gegründeten Verfassungsrats.

## Leben
Teodato Hunguana wurde 1946 als Sohn von Augusto da Silva Hunguana und Amélia Abudo Hunguana in der portugiesischen Kolonialhauptstadt Lourenço Marques geboren. Im Anschluss an seine Schulausbildung in der kolonialen Hauptstadt zog er nach Portugal, um an der Universität Lissabon bis 1972 Jura zu studieren.
Als Hunguana sein Studium beendet hatte, kehrte er in sein Geburtsland zurück. Die FRELIMO-Regierung ernannte ihn nach Übergang der Kolonie im Jahre 1975 in die staatliche Unabhängigkeit zunächst zum Leiter der nationalen Arbeitsagentur, bevor er 1978 ins Kabinett unter Samora Machel wechselte, um dort das Justizressort zu übernehmen. 1983 wurde er stellvertretender Innenminister und 1986 ernannte ihn Samora Machel zum Informationsminister. Während seiner Amtszeit als Informationsminister entließ er unter anderem zahlreiche bei staatlichen Medien arbeitende Journalisten und bewirkte die Ausweisung ausländischer Journalisten aus Mosambik.
Nach dem Tod von Machel führte er weiterhin das Informationsministerium bis zu seiner Versetzung ins Arbeitsministerium 1991, das er bis 1994 leitete. Während dieser Zeit gehörte Hunguana zur FRELIMO-Delegation für die Verhandlungen zum Friedensvertrag von Rom mit der oppositionellen Widerstandsgruppe RENAMO.
Zwischen 1977 und 2003 war Hunguana parallel zu seinen Ämtern in der Regierung auch Mitglied des mosambikanischen Parlaments. Mit seiner Ernennung zum Richter am neu gegründeten Verfassungsrat trat er von diesem Mandat zurück. Von 2003 bis 2009 wirkte Hunguana als Verfassungsrichter.
Seit Juni 2010 ist er als Aufsichtsratsvorsitzender des mosambikanischen staatlichen Mobilfunkunternehmens Mcel tätig, seit 2011 zudem Leiter des Aufsichtsrats bei dem staatlichen Telekommunikationsbetreiber Telecomunicações de Moçambique.